# Webe Kadima
Webe Kadima est une enseignante et chercheuse à l'universite Notre Dame du Kasayi

## Biographie
Webe Kadima naît en 1958 au Ruanda-Urundi et déménage en république démocratique du Congo à l'âge de 4 ans. Elle s'inscrit au programme de chimie de l'université de Kinshasa, puis prolonge ses études un an après à l'université de Montréal, d'où elle sort diplômée en chimie. Son père, diabétique, décède de complications du diabète pendant qu'elle est à l'université de Montréal. Elle obtient ensuite un doctorat en chimie bioanalytique à l'université de l'Alberta. Dans le cadre de ses recherches, elle découvre que le cadmium se lie dans les globules rouges principalement au glutathion et, dans une moindre mesure, à l'hémoglobine.
Après avoir obtenu son diplôme à l'université d'Alberta, Kadima occupe plusieurs postes d'enseignement puis devient professeur à l'université d'État de New York à Oswego (en), où elle travaille comme chercheuse et enseignante depuis 1998,. En 2004, elle retourne au Congo pour un congé sabbatique afin de collaborer à des projets de recherche, concentrant ses recherches sur les plantes utilisées au Congo pour traiter le diabète. Elle crée une organisation à but non lucratif, le Bioactive Botanical Research Institute, dont la mission est d'étudier les plantes médicinales utilisées au Congo et de développer des préparations pharmaceutiques abordables, utiles et sûres. Elle travaille également à la création d'un échange permanent d'étudiants africains avec l'université d'État de New York à Oswego. En 2010, elle reçoit une subvention de la National Science Foundation pour étudier comment augmenter le nombre de femmes dans les sciences,.